# Theodor Bauder
Theodor Bauder (ur. 29 listopada 1888 w Freudenstadt, zm. maj 1945) – prezydent głównego wydziału budownictwa w Rządzie Generalnego Gubernatorstwa (niem. Hauptabteilung Bauwesen). Kierował budową umocnień wojskowych w GG latem 1944 roku.